# Себине
Се́бине — село в Україні, в Костянтинівській сільській громаді Миколаївського району Миколаївської області. Населення становить 1495 осіб. До 2020 року орган місцевого самоврядування — Себинська сільська рада.

## Історія
Станом на 1886 рік у селі Гур'ївської волості мешкало 1278 осіб, налічувалось 260 дворів, існувала православна церква.

## Населення
Згідно з переписом УРСР 1989 року чисельність наявного населення села становила 1372 особи, з яких 657 чоловіків та 715 жінок.
За переписом населення України 2001 року в селі мешкали 1483 особи.

### Мова
Розподіл населення за рідною мовою за даними перепису 2001 року:
| Мова       | Відсоток |
| ---------- | -------- |
| українська | 87,69 %  |
| російська  | 9,97 %   |
| молдовська | 1,14 %   |
| вірменська | 0,60 %   |
| білоруська | 0,20 %   |
| інші       | 0,40 %   |

## Люди
В селі народилися:
- Апостолов Іван Гаврилович (1904—1977) — український радянський діяч, міністр хлібопродуктів Української РСР. Депутат Верховної Ради УРСР 5-го скликання.
- Волк Юрій Володимирович (1997—2019) — старший матрос Збройних сил України, учасник російсько-української війни. Нагороджений медаллю «Захиснику Вітчизни»[6][7].
- Гурмаза Валентина Петрівна (1929—2014) — передовик радянського сільського господарства, бригадир електрозварювальників заводу ім. 61 комунара Херсонського раднаргоспу, місто Миколаїв, Герой Соціалістичної Праці.
- Мандрикова-Дончик Надія Олексіївна (1923—2010) — українська художниця.

## Галерея

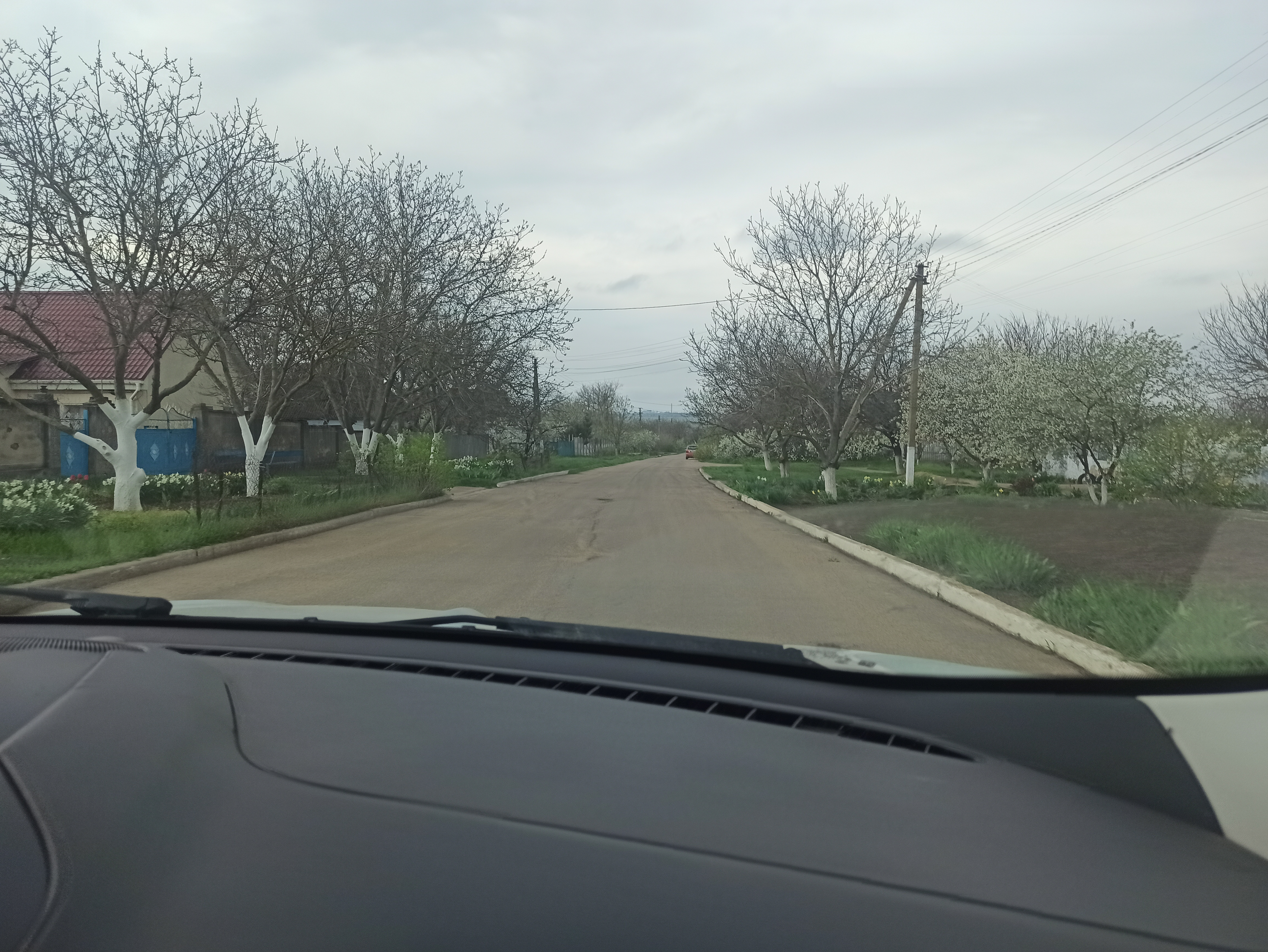
Вулиця в Себиному
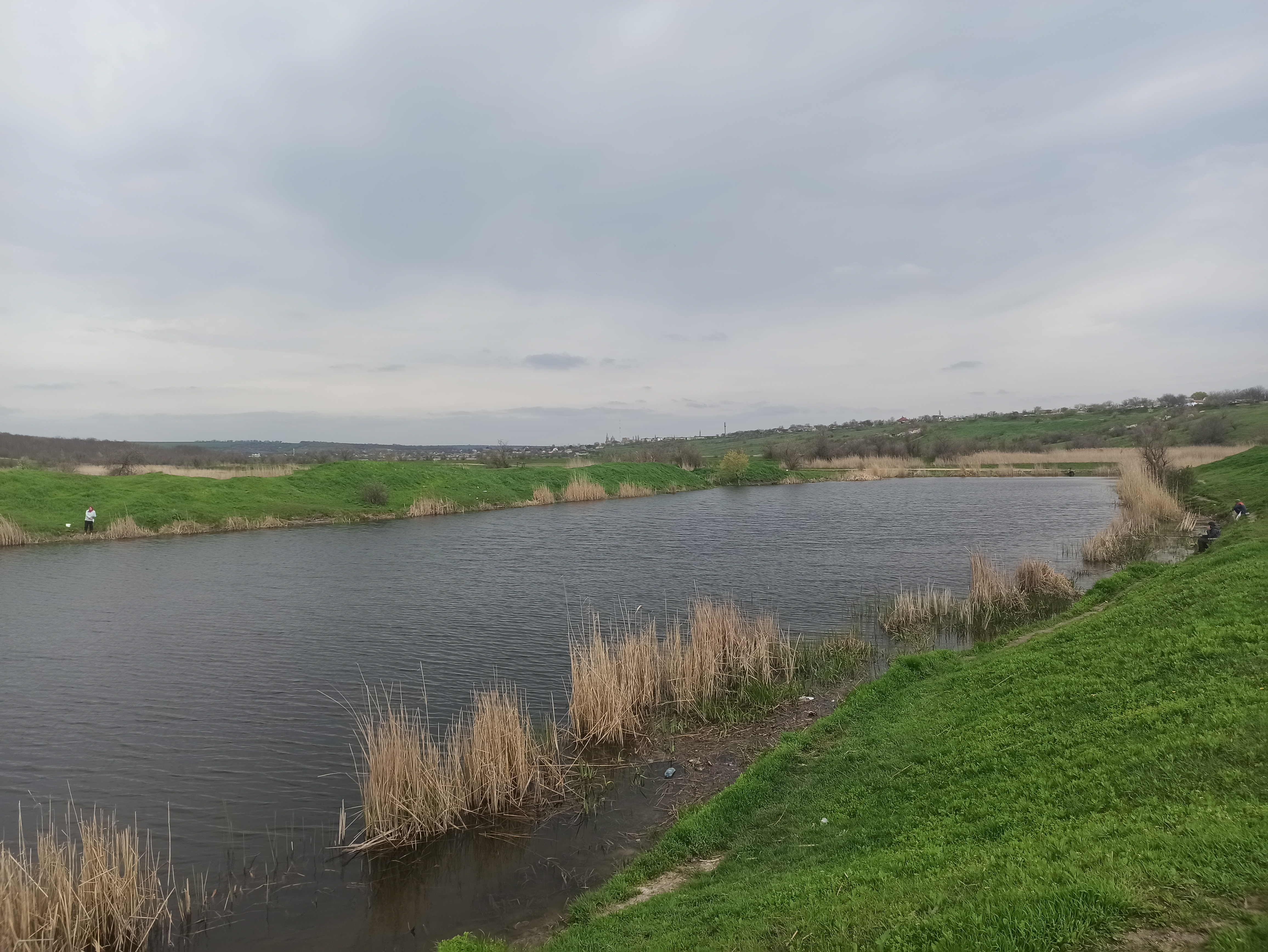
Річка Куций Єланець поблизу села
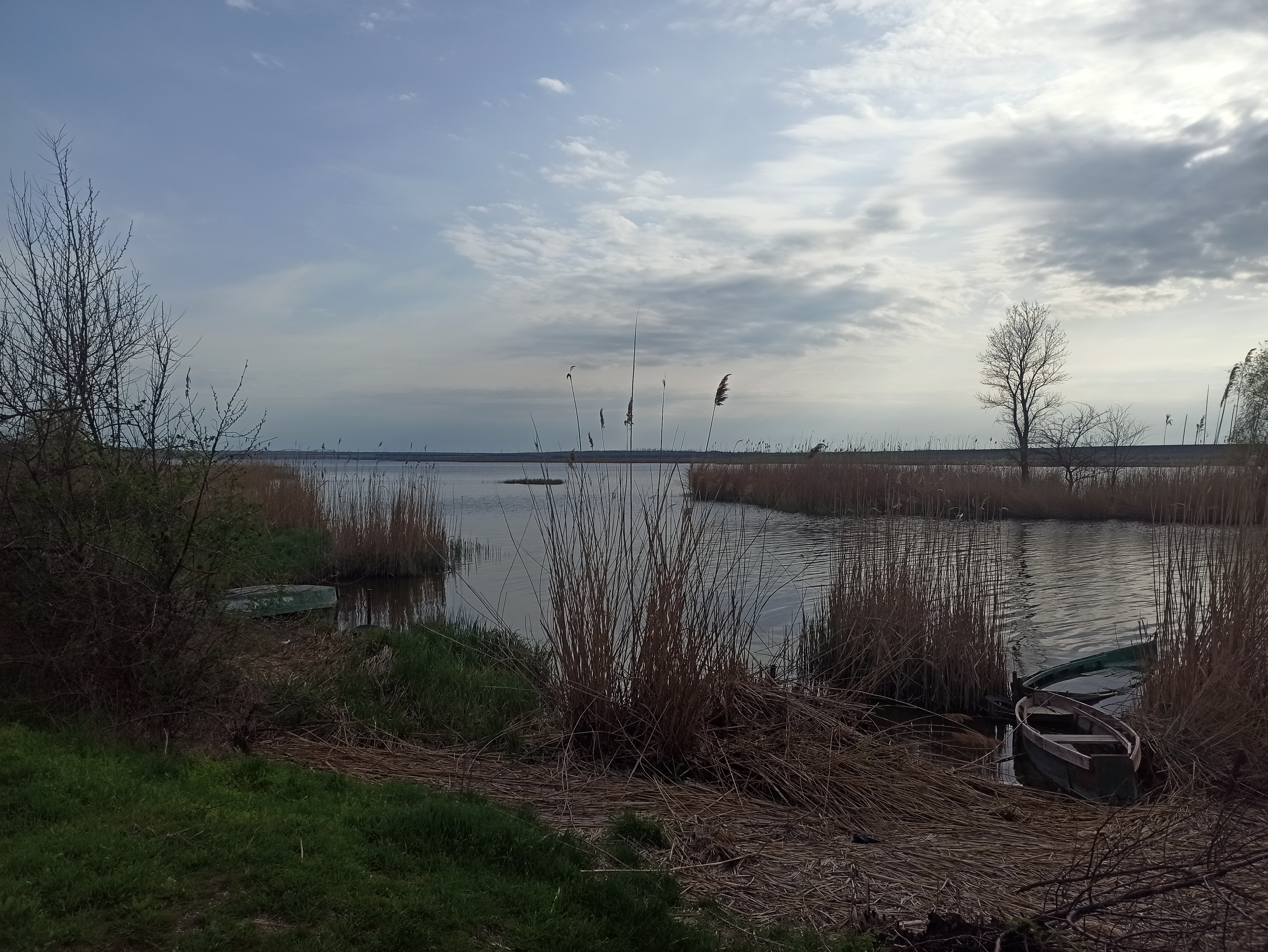
Місце впадіння Куцого Єланцю в Південний Буг біля Себиного